# Légende (Kaprálová)
Pour les articles homonymes, voir Légende (homonymie).
La Légende (en tchèque : Legenda) est une partie de l'opus 3 pour violon et piano de la compositrice tchèque Vítězslava Kaprálová écrite en 1932.

## Contexte et création
C'est au printemps 1932 que Vítězslava Kaprálová compose sa Légende pour violon et piano. Sur le manuscrit, la pièce est d'abord nommée Humeur (en tchèque : Nálada). La pièce est créée le 9 mai 1933 par Jan Lorenc au violon et František Jílek au piano. L'œuvre est jugée « riche et inventive » par le critique des Moravské noviny. Le 11 mai 1933, d'autres journaux se font l'écho de ce concert, notamment les Národní noviny. Le professeur de la compositrice et critique Gracian Černušák considère la Burlesque comme étant digne de figurer au répertoire des solistes du violon. Le 16 mai, c'est le České slovo qui souligne la solidité de construction de l'œuvre.

## Analyse
L'œuvre est de forme tripartite A-B-A' avec coda. En ut mineur, elle s'ouvre sur un cantabile proche de la musique viennoise. L'animato en ré bémol majeur comprend un grand nombre de sextolets et le matériau d'origine y est répété en grande partie littéralement. La coda reprend les idées de la section centrale avant de ramener dans les quatre dernière mesures le motif d'introduction.